# Johan Bernhard Hjort

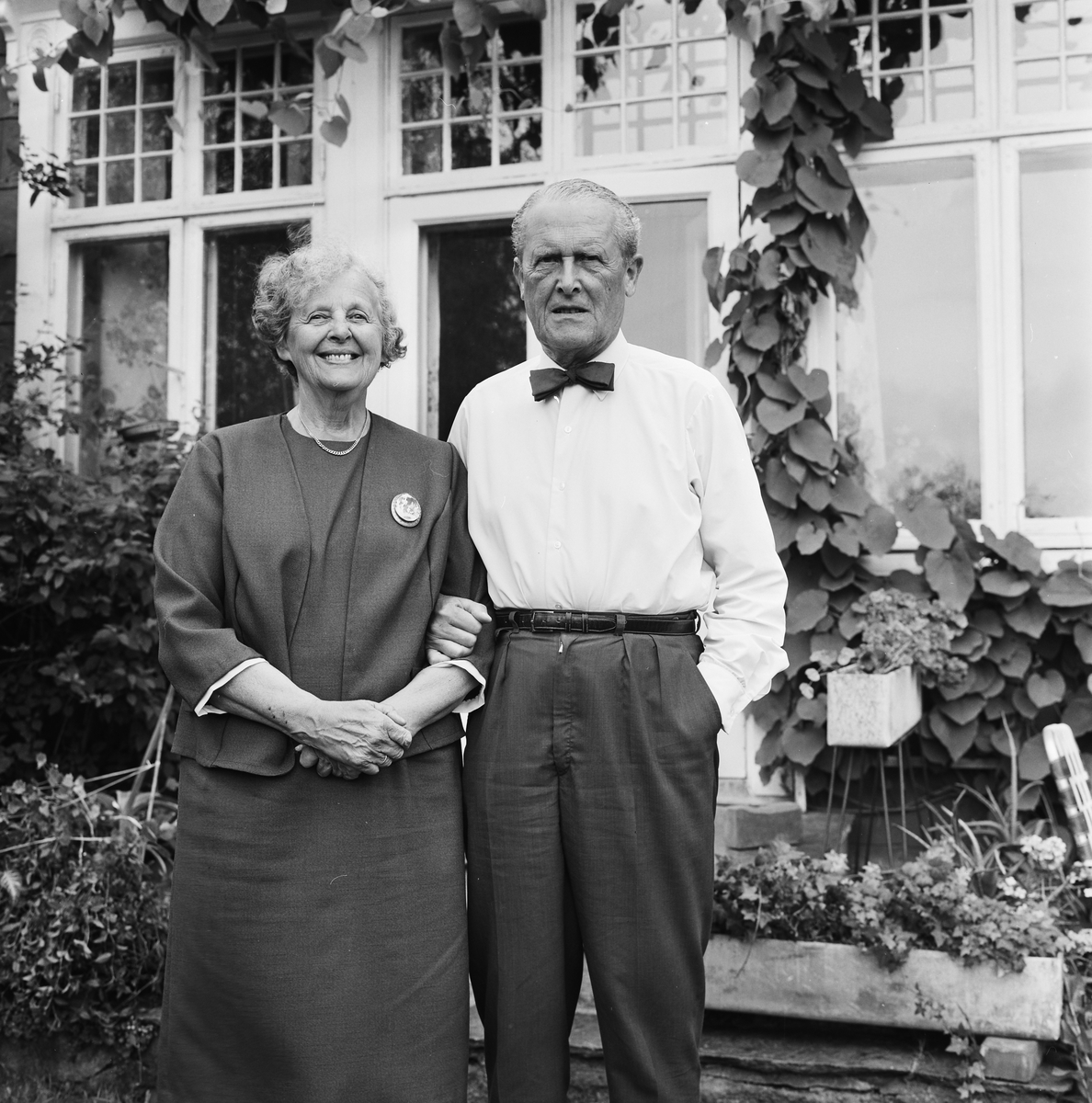
Johan Bernhard Hjort en 1967.

Johan Bernhard Hjort (25 février 1895 – 24 février 1969) est un juriste norvégien ayant souvent plaidé devant la cour suprême de son pays.

## Biographie
Il est le fils du biologiste marin, océanographe et directeur des pêches Johan Hjort. Avec Vidkun Quisling, il est le fondateur du parti politique d'extrême-droite Nasjonal Samling le 17 mai 1933. En 1937, Hjort rompt avec Quisling et quitte le Nasjonal Samling. Il est arrêté par la Gestapo en 1941 à la demande directe de Josef Terboven, après que Hjort ait publié un article scientifique dans une revue juridique norvégienne qui critique ouvertement l'occupation allemande. Il séjourne en prison à Oslo puis à Berlin. Après sa levée d'écrou, Hjort s'engage avec sa famille dans des actions de résistance en Allemagne, jouant un rôle essentiel au démarrage de l'opération humanitaire des Bus blancs. On estime que cette opération aurait sauvé 15 345 prisonniers d'un péril mortel dans les camps de prisonniers et camps de concentration ; sur cette quinzaine de milliers d'hommes, 7795 étaient scandinaves et 7550 étrangers à la Scandinavie.
Après guerre, il prend position en tant qu'avocat à la cour suprême, en faveur de la liberté artistique d'artistes controversés et pour les droits des homosexuels. En 1957, au cours de l'un des plus célèbres arrêts de la cour, l'un des plus sujet à débat de la Norvège d'après-guerre, Hjort se retrouve à défendre le romancier Agnar Mykle (en), accusé d'immoralité et d'obscénité. Hjort est alors président du Riksmålsforbundet (no), une association défendant le Riksmål comme seule forme écrite de la langue norvégienne. Écrivain et conférencier prolifique, Hjort alimente fréquemment le débat public. Au nombre de ses livres figurent Justismord (1952), Dømt med rette? (1958) ou encore Demokrati og statsmakt (1963). Il fut aussi le traducteur en norvégien d'Histoires comme ça de Rudyard Kipling. 